# Anahuac
Anahuac é uma cidade localizada no estado norte-americano de Texas, no Condado de Chambers.

## Demografia
Segundo o censo norte-americano de 2000, a sua população era de 2210 habitantes. Em 2006, foi estimada uma população de 2038, um decréscimo de 172 (-7,8%).

## Geografia
De acordo com o United States Census Bureau tem uma área de 5,5 km², dos quais 5,5 km² cobertos por terra e 0,0 km² cobertos por água. Anahuac localiza-se a aproximadamente 9 m acima do nível do mar.

## Localidades na vizinhança
O diagrama seguinte representa as localidades num raio de 28 km ao redor de Anahuac. 